# Camptodontus
Camptodontus is een geslacht van kevers uit de familie van de loopkevers (Carabidae). De wetenschappelijke naam van het geslacht is voor het eerst geldig gepubliceerd in 1826 door graaf Pierre François Marie Auguste Dejean.
De oorspronkelijke naam van de vogel Camptodontornis is ook Camptodontus.

## Soorten
Het geslacht Camptodontus omvat de volgende soorten:
- Camptodontus amazonum Putzeys, 1866
- Camptodontus amrishi Makhan, 2010
- Camptodontus anglicanus (Stephens, 1827)
- Camptodontus cayennensis Dejean, 1826
- Camptodontus crenatus Brulle, 1837
- Camptodontus falcatus Putzeys, 1861
- Camptodontus forcipatus Putzeys, 1866
- Camptodontus interstitialis Putzeys, 1866
- Camptodontus isthmius Bates, 1881
- Camptodontus longicollis Putzeys, 1866
- Camptodontus longipennis Putzeys, 1866
- Camptodontus obliteratus Putzeys, 1866
- Camptodontus puncticeps Putzeys, 1861
- Camptodontus reichei Putzeys, 1861
- Camptodontus trisulcus Brulle, 1837